# 布日西克
51°31′8″N 24°34′36″E / 51.51889°N 24.57667°E
布日西克（烏克蘭語：Вужиськ），是烏克蘭的村落，位於該國西部沃倫州，由科韋利區負責管轄，面積0.47平方公里，海拔高度162米，2001年人口299，人口密度每平方公里643.01人。